# Cathéter
Pour les articles homonymes, voir KT.
Ne doit pas être confondu avec caténaire ou cathète.
 (décembre 2012).
Si vous disposez d'ouvrages ou d'articles de référence ou si vous connaissez des sites web de qualité traitant du thème abordé ici, merci de compléter l'article en donnant les références utiles à sa vérifiabilité et en les liant à la section « Notes et références ».
Un cathéter (abrégé KT) est un dispositif médical consistant en un tube, de largeur et de souplesse variables, et fabriqué en différentes matières selon les modèles ou les usages pour lesquels ils sont destinés. Le cathéter est destiné à être inséré dans la lumière d'une cavité du corps ou d'un vaisseau sanguin et permet le drainage ou la perfusion de liquides, ou encore un accès pour d'autres dispositifs médicaux. La procédure d'insertion d'un cathéter se nomme le cathétérisme. Le cathéter fut inventé par le médecin napolitain Michel Troja (1747-1827).

## Description technique
Les cathéters sont composés de matériaux biocompatibles (silicones, polyuréthanes ou polytétrafluoréthylène) ayant la propriété d'être bien supportés par l'organisme. D'autres matériaux peuvent être utilisés, comme de l'acier inoxydable ou encore du latex, bien que ces derniers ne soient plus fréquemment utilisés en raison de leurs propriétés allergisantes.
Les cathéters sont fabriqués selon plusieurs critères de qualité. En plus de leurs qualités mécaniques (souplesse, résistance), ils doivent résister aux médicaments, parfois caustiques, qui y sont injectés, et au temps. Ils ne doivent pas entraîner de coagulation ni favoriser des infections.

## Utilisations
Les utilisations d'un cathéter sont variées. Les sites d'insertion déterminent leur utilité.

### Accès veineux ou artériels

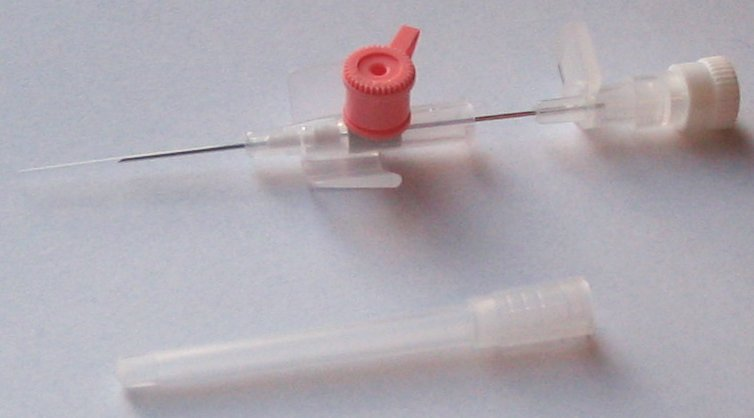
Modèle de cathéter pour voie veineuse périphérique.

Schéma d'un cathéter de voie veineuse centrale.

Les cathéters sont principalement utilisés pour la perfusion de solutés ou de médicaments intraveineux à l'aide d'un cathéter souple et fin (moins d'un millimètre d'épaisseur), qui est destiné à être placé en permanence dans une veine ou une artère pour réaliser des injections ou perfusions prolongées ou répétées, améliorant le confort du patient tout en évitant de le piquer à plusieurs reprises, surtout si l'accès à une veine est difficile, et en lui permettant de se mouvoir avec moins de précautions.
Les cathéters permettent notamment :
- de mettre en place une voie veineuse périphérique utile à l'administration de solutés, de médicaments intraveineux, ou encore de produits de contraste aux rayons X avant/pendant une radiographie par exemple ;
- de mettre en place une voie veineuse centrale, l'équivalent d'une voie veineuse périphérique mais se situant sur un vaisseau de plus gros calibre utile à l'administration de solutions nutritives quand le patient ne peut s'alimenter par la bouche par exemple ;
- de mettre en place une chambre implantable (Port-a-cath), un dispositif d'injection à demeure utile notamment pour l'administration répétée de médicaments toxiques (produits de chimiothérapie anticancéreuse notamment) ;
- de mettre en place un cathéter d'hémodialyse (cathéter de Quinton) ;
- l'utilisation d'un cathéter de Swan-Ganz ;
- la pratique d'un prélèvement sanguin (prise de sang) ou d'une saignée ;
- le passage de sondes ou autres dispositifs médicaux, dans le cas par exemple d'une angioplastie ou des angiographies ;
- de réaliser une exécution par injection létale dans certains pays où la peine de mort est encore appliquée.

### Drainage et infusion

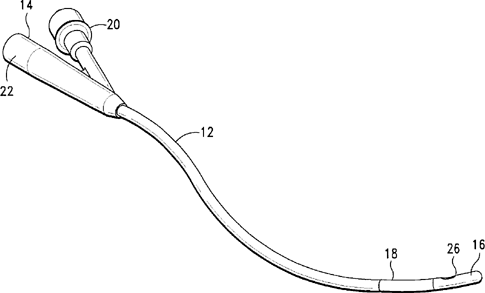
Cathéter de Foley.

Un cathéter peut être aussi placé dans une cavité naturelle ou anormale pour y injecter un désinfectant ou tout autre médicament, ou bien pour en retirer du liquide en excès anormalement présent dans une cavité.
On retrouve notamment :
- la connexion d'un cathéter situé dans une plaie à un drain de Redon afin de favoriser le drainage des liquides sérosanglants ;
- sur le même principe, la connexion à un drain thoracique utile également en cas de pneumothorax ;
- utilisation d'un cathéter lors de la ponction d'une cavité du corps (ponction d'ascite, de liquide pleural en cas de pleurésie) ;
- le cathéter de dialyse péritonéale (cathéter de Tenckhoff) permet l'infusion et le drainage de liquide de dialyse utile à la dialyse ;
- les cathéters intravésicaux (vessie) percutanés (Cyst-o-cath) ou introduits via le méat urinaire (sonde de Foley) utiles au drainage de la vessie chez les personnes souffrant de troubles de la miction, ou encore pour l'infusion de produits de chimiothérapie anticancéreuse dans le cas de cancer de la vessie ;
- les cathéters ventriculaires cérébraux utiles au drainage de liquide céphalorachidien en surabondance ;
- un cathéter peut être relié à une pompe qui administre de l'insuline.

### Autres placements
Les cathéters intrathécaux désignent les cathéters insérés dans ou sur l'enveloppe d'un organe, comme les cathéters épiduraux utiles à toute épidurale comme l'anesthésie péridurale. Les cathéters peuvent être placés également en sous-cutané ou en intra-osseux.

## Mise en place
L'extrémité interne du cathéter est insérée dans la lumière d'un vaisseau sanguin, une cavité naturelle du corps ou encore un espace virtuel.
Les cathéters veineux sont placés dans une grosse veine profonde (pour les cathéters longs) ou dans une veine superficielle (cathéters courts, les plus courants).
Son entrée peut dépasser de la peau ou être une capsule ou un réservoir situé sous la peau ce qui facilite les soins d'hygiène.
La pose du cathéter peut être faite selon la technique de Seldinger ou différemment selon les spécificités du matériel employé.

## Complications

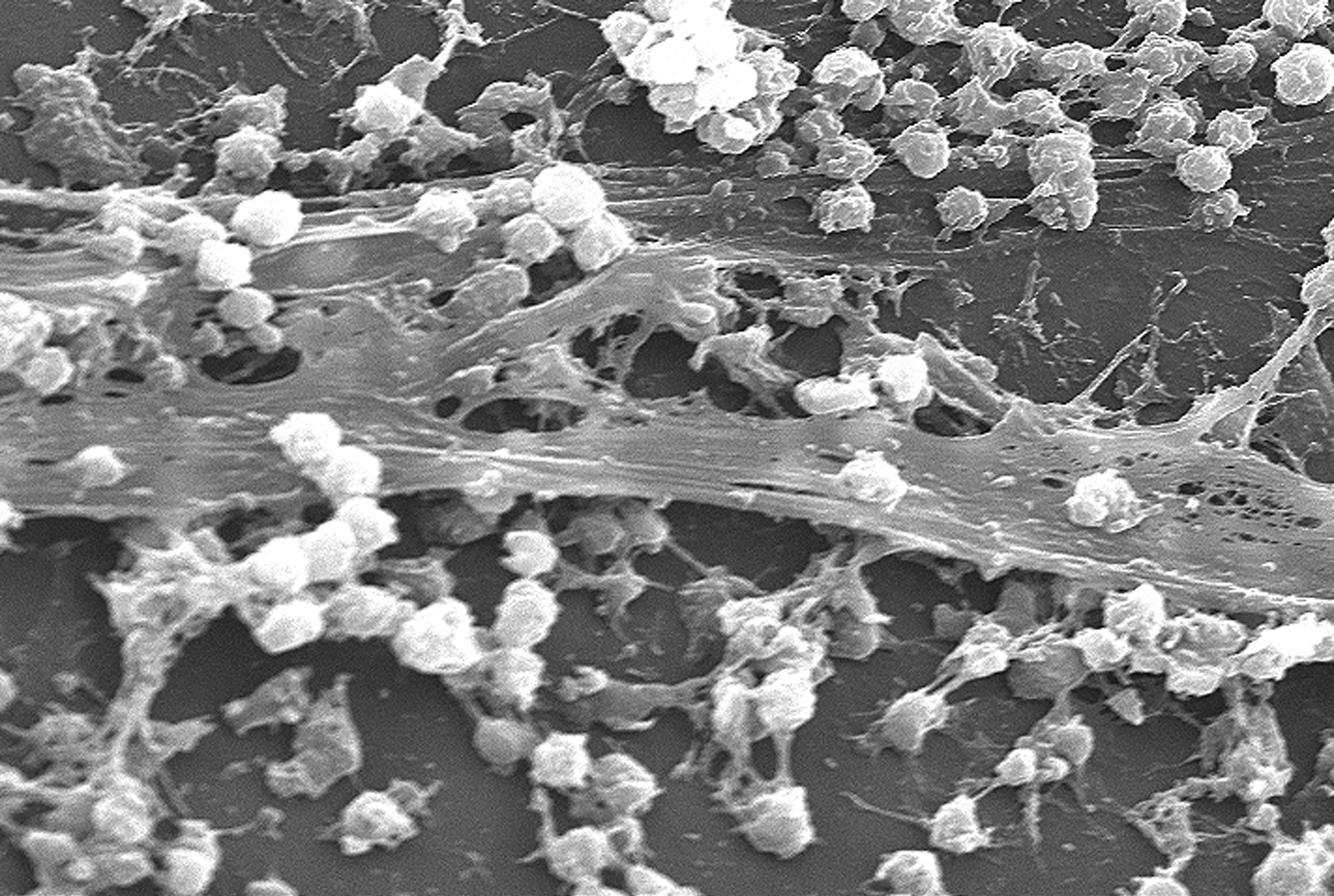
Exemple de formation d'un biofilm bactérien de Staphylococcus aureus dans la lumière d'un cathéter.

Les complications liées aux cathéters sont principalement :
- l'infection ; il peut s'agir d'une infection locale, au point de ponction ; ou d'une colonisation du cathéter par une collection de bactéries, sous forme de biofilm, pouvant éventuellement conduire à infection systémique généralisée ; Ce peut être une source de maladie nosocomiale.
- une intolérance de type allergique ;
- un inconfort ou une douleur ressentis par le patient ;
- des difficultés du fonctionnement du cathéter (les cathéters sanguins peuvent provoquer des thrombus ou une hémorragie).